# Heterorta diacaustus
Heterorta diacaustus là một loài bướm đêm trong họ Noctuidae.